# مارغريت بيك
مارغريت بيك (بالإنجليزية: Margaret Beck) هي لاعبة كرة الريشة بريطانية، ولدت في 1952.

## روابط خارجية
- مارغريت بيك على موقع اتحاد ألعاب الكومنولث (مؤرشف) (الإنجليزية)